# 천제훈
천제훈(千制訓, 1985년 7월 13일 ~ )은 대한민국의 축구 선수로서 포지션은 미드필더이다. 현재 안산 그리너스 U12 감독이다.
정규리그에서는 골을 기록하지 못했으나 2006년 FC 서울 컵대회 우승을 확정짓는 동점골을 기록하였다.

## 경력

### 선수 경력
- 2006년 ~ 2011년  FC 서울
- 2006년 ~  U-23축구 국가대표
- 2008년 ~  광주상무
- 2014년 ~  목포시청

## 수상

### 클럽

#### FC 서울
- K리그컵 우승 1회 : 2006
- K리그컵 준우승 1회 : 2007